# Modliszka (film 1993)
Modliszka (ang. Praying Mantis) – amerykański thriller telewizyjny z 1993 roku.

## Fabuła
Seryjna morderczyni o imieniu Linda, uwodzi mężczyzn i morduje pierwszego dnia po ślubie. Wkrótce poznaje Boba, który zakochuje się w niej i oświadcza.

## Główne role
- Jane Seymour - Linda Crandell
- Chad Allen - Bobby McAndrews
- John Martin - Sam Winslow
- Sherri Jensen - Kate
- J.R. Knotts - Kpt. Stringer
- Colby Chester - Agent Johnson
- Frances Fisher - Betty
- Barry Bostwick - Don McAndrews
- Michael MacRae - Agent Broderick
- Anne Schedeen - Karen